# Ставрополска губерния
Ставрополска губерния (на руски: Ставропольская губерния) е административно-териториална единица на Руската империя, Руската република и Руската съветска федеративна социалистическа република.
Губернски град (столица) е град Ставропол.

## География
На запад граничи с Кубанска област, на север с Областта на Донската войска и Астраханска губерния, на юг и изток с Терска област. Най-голямата дължина от северозапад на югоизток е 472 km (442 верста), най-голямата ширина е 216 km (202 верста). Ставрополска губерния се намира между 44°6' и 46°35' северна ширина. Площта ѝ е 60 600 km² (53 246 верста²).
Ставрополска губерния в северната си част представлява обширна равнина, отделяща се от една едва забележима падина, през която тече река Манич, а в един малък участък между степите на Астраханска губерния и Областта на Донската войска тече и река Среден Егорлик. На изток Ставрополска губерния, която постепенно се понижава с приближаването си до Каспийско море, плавно преминава в така наречените Караногайски степи, които през 1888 г. са отделени от нея и присъединени към Терска област. На запад и юг губернията също не е разграничена от никакви естествени прегради от Кубанска и Терска области. Имайки като цяло степен характер, Ставрополска губерния е прорязана от ниски планини само в югозападната си част (близо до град Ставропол и по краищата на долина Калаус).

## История
През 1777 г. с указ на Екатерина II от 24 април е положена отбранителната линия Азов-Моздок, която дава началото на заселването на Предкавказието и Северен Кавказ. По това време земите на Ставропол са част от Астраханската област.
С рескрипт на императрица Екатерина II, адресиран до генерал-губернатора на Саратовска губерния и Кавказка губерния генерал-лейтенант Павел Потемкин от 5 май 1785 г., на мястото на Астраханска губерния е създадено Кавказкото наместничество. За столица е определен Екатериноград, а също така е наредено отделянето на Екатериноградския уезд и Екатериноградската област от Кавказка губерния.
През 1790 г. Кавказка област е премахната и нейните земи отново стават част от Астраханска област. В същото време, поради липсата на инфраструктура в Екатериноград, центърът на наместничеството е преместен в град Астрахан.
През 1796 г. наместничеството е преобразувано в Астраханска губерния.
През 1802 г. с указ на император Александър I от 15 ноември Кавказка област е отделена от Астраханска губерния и превърната в самостоятелна губерния с център в град Георгиевск. Губернията заемала територията от Каспийско море до Уст-Лаба и от Манич до Предкавказието. Земите на съвременния град Ставропол формирали ядрото на тази губерния.
На 24 юли 1822 г. Кавказка губерния е преименувана в област, без да се променят предишните граници, а уездният град Ставропол е определен за областен град.
На 2 май 1847 г. Кавказката област е преименувана в Ставрополска губерния без промяна на границите ѝ.
През 1858 г. се появяват първите пощенски марки в Ставрополска губерния.
През 1860 г. с указ на Александър II от 8 февруари от състава на Ставрополска губерния са изведени и новообразувани Терска и Кубанска области и територията на губернията се доближава до съвременните граници на Ставрополски край.
На 13 март 1860 г. със специален указ на Александър II цялата Калмикска степ с номадските калмики от Болшедербетовския улус и една част от Малодербетовския улус и и създадените в степта станции и селища на държавните селяни, са прехвърлени от управата на Астраханска губерния към юрисдикцията на Ставрополска губерния. По този начин площта на губернията се увеличава с приблизително 763.000 хектара.
На 19 февруари 1861 г. император Александър II подписва манифеста за освобождаване на селяните от крепостничеството. На този ден е подписан и законодателният акт „Допълнителни правила за селяните и домакинствата на Ставрополска губерния“.
На 29 ноември 1866 г. град Моздок е прехвърлен от Ставрополска губерния в Терекска област.
На 9 декември 1867 г. град Кизляр с част от уезда му е прехвърлен от Ставрополска губерния в Терекска област. Образува се Новогригориевският район с център село Прасковея.
През 1868 г. Ставрополска губерния е разделена на три уезда: Ставрополски, Пятигорски и Новогригориевски. Град Георгиевск е прехвърлен от Ставрополска губерния в Терека област.
На 21 май 1874 г., въз основа на становището на Държавния съвет относно прокарване на нова граница между Ставрополска губерния и Терекска област, одобрено от Александър II, град Пятигорск и Пятигорски уезд са прехвърлени от Ставрополска губерния към Терека област.
През май 1899 г. Ставрополска губерния е изведена от управлението на Кавказкия край.
През 1912 г. Държавната дума и Държавният съвет приемат, а императорът подписва закон за разширяване на земските учреждения в Астраханска, Оренбургска и Ставрополска губернии. Ставрополското земство започва да действа през втората половина на 1913 г.
На 1 януари 1918 г. на територията на губернията е установена съветска власт чрез създаването на Ставрополската съветска република (на 7 юли 1918 г. влиза в състава на Севернокавказката съветска република) През лятото на същата година част от територията на губернията преминава под контрола на Доброволческата армия. От ноември 1918 г. до януари 1919 г. белогвардейските войски окупират цялата територия на губернията. От февруари до началото на април 1920 г. Ставрополска губерния отново преминава под контрола на части на Червената армия.
През ноември 1920 г. Болшедербетовският улус е прехвърлен към новосформираната Калмикска автономна област с изключение на Яшалтинска волост и посьолок Княз-Михайловски.
С незначителни промени Ставрополска губерния съществува до 1924 г. С решение на Президиума на Всеруския централен изпълнителен комитет на Руската съветска федеративна социалистическа република от 2 юни 1924 г. Ставрополска губерния е премахната в резултат на включването на нейната територия в Ставрополския окръг на Югоизточния регион.
През октомври 1924 г. е създаден Севернокавказкият край, към който е прехвърлена територията на бившата губерния.

## Население
Според преброяването от 1897 г. Ставрополска губерния е една от слабонаселените губернии на Европейска Русия и в нея има 873 301 жители. В губернския град Ставропол има 41 590 жители, в останалите градове са по-малко от 15 хиляди.
Национален състав през 1897 г.:
| Уезд                          | руснаци | малоруси | ногайци | туркмени | калмики | немци | арменци | татари |
| ----------------------------- | ------- | -------- | ------- | -------- | ------- | ----- | ------- | ------ |
| Губернията като цяло          | 55,2 %  | 36,6 %   | 2,3 %   | 1,7 %    | 1,2 %   | …     | …       | …      |
| Александровски                | 56,8 %  | 38,3 %   | 2,1 %   | …        | …       | …     | …       | …      |
| Медвеженски                   | 53,1 %  | 45,5 %   | …       | …        | …       | …     | …       | …      |
| Новогригориевски              | 45,6 %  | 50,7 %   | …       | …        | …       | …     | 1,6 %   | …      |
| Ставрополски                  | 85,2 %  | 10,2 %   | …       | …        | …       | 1,7 % | …       | …      |
| Территория на номадски народи | 6,1 %   | 5,5 %    | 33,3 %  | 31,0 %   | 19,9 %  | 1,9 % | …       | 1,4 %  |

## Медии
На 1 януари 1850 г. в Ставропол започва да се издава вестник „Ставрополски губернски вестник“ – първото периодично печатно издание в Ставрополския край.